# Diecezja Wysp Kanaryjskich
Diecezja Wysp Kanaryjskich (łac. Dioecesis Canariensis) – diecezja Kościoła rzymskokatolickiego w Hiszpanii. Należy do metropolii Sewilli. Została erygowana 7 lipca 1406. Wbrew nazwie, diecezja ta nie obejmuje całego archipelagu kanaryjskiego, a jedynie prowincję Las Palmas. Od 1819 roku istnieje Diecezja San Cristóbal de La Laguna, która obejmuje drugą prowincję Wysp Kanaryjskich.

## Biskupi
- Biskup diecezjalny: José Mazuelos Pérez